# Elegia cuspidata
Elegia cuspidata är en gräsväxtart som beskrevs av Maxwell Tylden Masters. Elegia cuspidata ingår i släktet Elegia och familjen Restionaceae. Inga underarter finns listade i Catalogue of Life.

## Bildgalleri

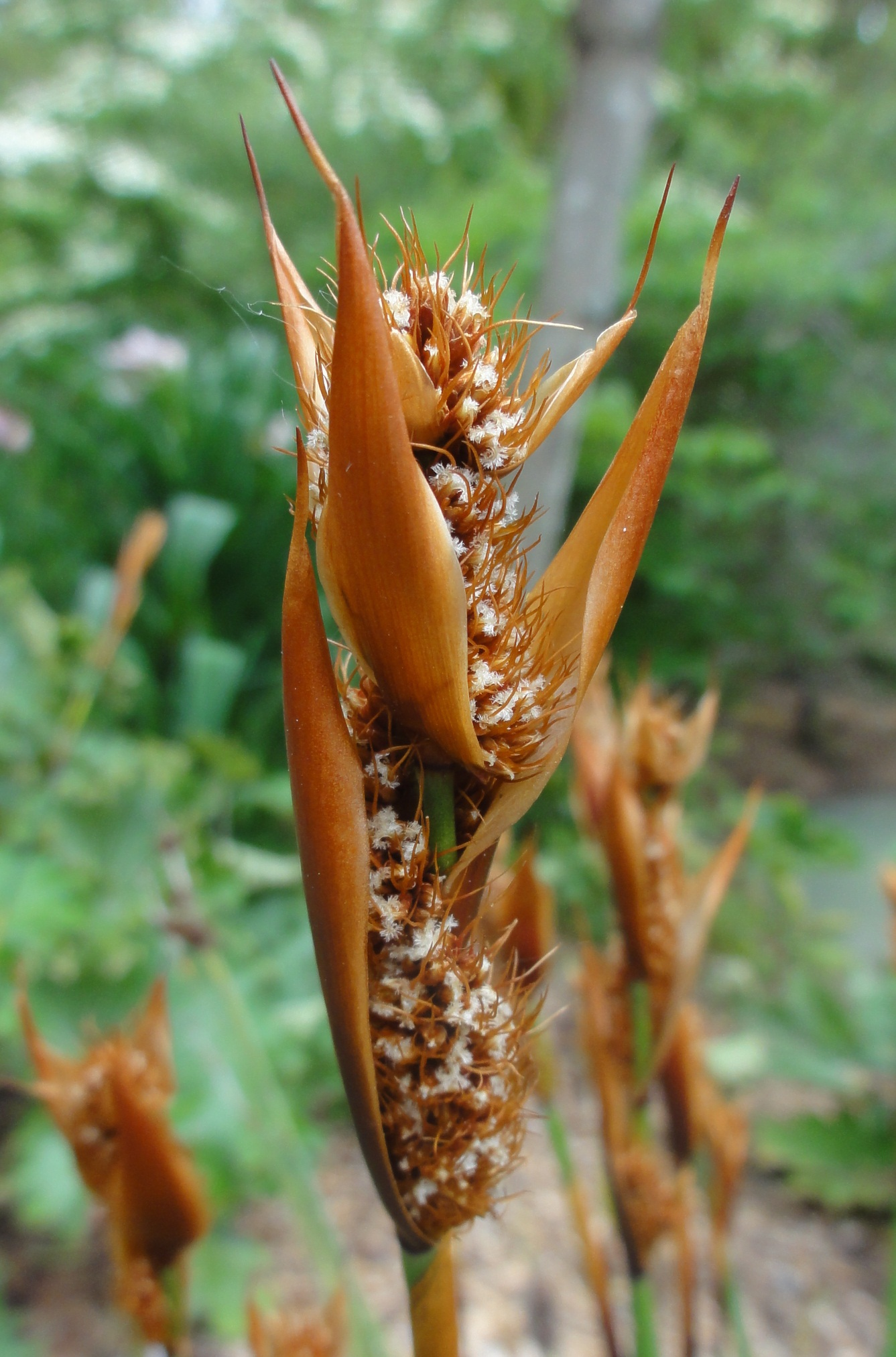